# Лоши момчета завинаги
„Лоши момчета завинаги“ (на английски: Bad Boys for Life) е американска екшън комедия от 2020 г. с участието на Уил Смит и Мартин Лорънс. Филмът е продължението на Bad Boys II (2003) от франчайза на Bad Boys. Филмът е режисиран от Adil & Bilall, продуциран от Джери Брукхаймер, Смит и Дъг Белград. Филмът проследява детективи Майк Лоури (Смит) и Маркъс Бърнет (Лорънс), които отново се събират, когато някой започва да убива хора, замесени в стар случай. Във филмът участват Ванеса Хъджънс, Александър Лудвиг, Чарлз Мелтън, Паола Нунес, Кейт дел Кастило, Ники Джам и Джо Пантолиано.
Трети филм за лошите момчета е обсъждан след успеха на втория, като Майкъл Бей заяви, че се интересува от завръщането, но бюджетните ограничения го затрудняват. Филмът премина през няколко опита за развитие през следващото десетилетие, с различни сценаристи и режисьори. Проектът е обявен през октомври 2018 г., а снимките се провеждат от януари до юни 2019 г. в Атланта, Маями и Мексико Сити.
Bad Boys for Life стартира с премиера в САЩ на 16 януари 2020 г. от Sony Pictures Releaseing чрез Columbia Pictures. Филмът получава предимно положителни отзиви от критиците  и събира 344 милиона долара в световен мащаб, превръщайки се в най-доходоносната част от поредицата.

## Сюжет
През 2020 г. Изабел Аретас, вдовица на кралския картел Бенито, бяга от мексиканския затвор с помощта на сина си Армандо. Изабел изпраща Армандо в Маями, като му възлага да възстанови значителните запаси от баща си и да убие хората, замесени в ареста на Бенито и евентуалната смърт в затвора. Изабел изисква Армандо да убие детектив от Маями Майк Лаури.
В Маями, Майк придружава партньора си Маркъс Бърнет до раждането на първия му внук на име Маркъс. Искайки да гледа как детето расте, застаряващият Маркъс казва на Майк, че възнамерява да се пенсионира. След партито, празнувайки раждането на внука на Маркъс, Майк е застрелян от Армандо и е оставен в кома с месеци.
След възстановяването на Майк, той е решен да си отмъсти за опита за убийство и безуспешно се опитва да наеме вече пенсионирания Маркус. Майк насилствено получава самоличността на търговеца на оръжие Booker Grassie от информатор. Осъзнавайки, че Майк няма да спре, капитан Хауърд неохотно му позволява да работи с технологично управляваните Advanced Miami Metro Operations (СГОМ), ръководени от бившата приятелка на Майк Рита. Екипът изследва Grassie при сделка с оръжие. Майк определя, че купувачите възнамеряват да убият Граси и се намесва, но не успява да го спаси. По-късно Маркъс се обажда от Карвър Реми, стар информатор, който вярва, че убиецът е след него. Маркъс се свързва с Майк и двойката пътуват до Карвър, но закъсняват, за да го спасят. Армандо бяга след битка с Майк.
По-късно капитан Хауърд казва на Майк, че също възнамерява да се пенсионира и да се радва на живота. След това е убит от Армандо. Смъртта на капитана убеждава Маркъс да работи с Майк за последен път, но той възнамерява да работи по различен начин, зачитайки помощта на AMMO. Те проследяват счетоводителя на Grassie, който ги води до Lorenzo „Zway-Lo“ Rodriguez. Те нападат рожденото парти на Zway-Lo, което води до разрушително преследване. Армандо пристига с хеликоптер, за да спаси Звей-Ло, но го убива, когато по невнимание го блокира да стреля по преследващия Майк. Армандо казва на Майк „Хаста ел Фуего“, но стрелбата от Маркъс пречи на Армандо да убие Майк, който пада в реката отдолу.
СГОМ се затваря поради неуспешната операция. Насаме Майк разкрива на Маркъс, че Армандо може да е негов син. Преди да си партнира с Маркъс, Майк работи като офицер под прикритие в картела Аретас. Двамата с Изабел се влюбили и възнамерявали да избягат заедно, използвайки „Hasta el Fuego“ като тайна кодова дума. Майк в крайна сметка остава лоялен към полицията, вярвайки, че Изабел е твърде опасна, за да остане свободна. Майк решава да отиде в Мексико Сити и да се изправи сам срещу нея, но Маркъс и АММО го разубеждават.
В двореца Хилдаго, Майк се среща с Изабел и ѝ се кара, че прикрива истината от него. Бързо възниква престрелка между хората на AMMO и хората на Изабел. Маркъс застрелва пилота на хеликоптера на Изабел, причинявайки катастрофа и пожар в централното фоайе на Двореца. Маркъс се сблъсква с Изабел, докато Майк обяснява истината на Армандо. Армандо побеждава Майк, но той отказва да отмъсти. Армандо изисква истината от Изабел, която потвърждава, че Майк е неговият баща. Изабел се опитва да застреля Майк, но по невнимание удря Армандо. Когато се опитва да довърши Майк, Рита се намесва и застрелва Изабел, като я изпраща да падне в пламъците отдолу, докато екипът избяга.
По-късно Рита е повишена в капитан на полицията, докато Майк и Маркъс, които са решили да се оттеглят, са поставени в отговорността на AMMO. Майк посещава угризения Армандо в затвора, предлагайки му шанс да спечели малко изкупление и Армандо приема.

## В ролите
- Уил Смит като детектив Майкъл Юджин „Майк“ Лаури
- Мартин Лорънс като детектив Маркъс Майлс Бърнет
- Ванеса Хъджинс като Kelly [2]
- Александър Лудвиг като Дорн
- Чарлз Мелтън като Рафи
- Паола Нуньес в ролята на Рита Секада, ръководител на СГОМ, бившата приятелка на Майк
- Яков Сципион като Армандо Лоурей
- Кейт дел Кастило като Изабел Аретас
- Ники Джем в ролята на Лоренцо „Zway-Lo“ Родригес [3]
- Джо Пантолиано като капитан Конрад Хауърд
- Тереза Рандъл в ролята на Тереза Бърнет, съпруга на Маркъс. [4]
- Маси Фурлан в ролята на Лий Таглин
- Денис Грийн като Реджи
- Бианка Бетън като Меган Бърнет, дъщеря на Маркъс
- Майкъл Бей като сватба MC
- DJ Khaled [5] като Мани касапин [6]

## В България
На 17 януари 2020 г. филмът излиза по кината в разпространение от „Александра Филмс“.
На 2 юни 2024 г. филмът е излъчен премиерно по Нова телевизия в неделя от 20:00 ч.
| Пост                | Име                                                                                                  |
| ------------------- | --- |
| Озвучаващи артисти  | Ани Василева Петя Миладинова Здравко Методиев Александър Митрев Ивайло Велчев Стефан Сърчаджиев-Съра |
| Преводач            | Мартина Йорданова                                                                                    |
| Тонрежисьор         | Стефан Дучев                                                                                         |
| Режисьор на дублажа | Димитър Кръстев                                                                                      |

## Продължение
След успеха на филма, Sony обявява планове за четвърта част, като Крис Бремнър се завръща, за да напише сценария. 